# Napoléon Victor Jérôme Frédéric Bonaparte
Prins Victor Napoléon (Napoléon Victor Jérôme Frédéric Bonaparte), född 18 juli 1862 i Palais Royal i Paris, död 3 maj 1926 i Bryssel, var pretendent till den franska tronen från 1879 till sin död. Han var känd som Napoleon V av sina anhängare.

## Biografi
Prins Victor Bonaparte var son till Napoléon Joseph Charles Paul Bonaparte och Marie-Clothilde av Savojen. 
Han var i Louis Napoleon Bonaparte, Napoleon IV:s testamente utpekad som arvtagare till tronanspråken, men hade åren närmast efter dennes död endast stöd av de mest konservativa bonapartisterna, men vann 1884 största delen av bonapartisternas stöd. Vid sin fars död 1891 blev han hela partiets tronpretendent. Han utvisades jämte sin far från Frankrike 1886 och var därefter bosatt i Bryssel. Vid hans död överfördes tronanspråken på sonen Louis Napoleon Bonaparte.
År 1910 gifte han sig med prinsessan Clementine av Belgien (född 1872, död 1955), dotter till Leopold II av Belgien.
De fick två barn:
- Clotilde (1912–1996), gift med greve Serge de Witt (1891–1990)
- Louis Napoléon Bonaparte (1914–1997).